# Jüdischer Friedhof (Kirtorf)
Der jüdische Friedhof in Kirtorf in der gleichnamigen Stadt im Vogelsbergkreis in Hessen befindet sich zwischen der Bundesstraße 62 nach Kirchhain und der innerörtlichen Straße Am Mühlbusch in einem kleinen Wäldchen in der Nähe des Ortes. Der Friedhof ist über einen Feldweg in der Verlängerung der Straße Am Mühlbusch erreichbar.

## Geschichte
Ursprünglich wurden die Toten der jüdischen Gemeinde Kirtorf in Homberg beerdigt. Der jüdische Friedhof in Kirtorf wurde 1832 angelegt und blieb während der NS-Zeit unangetastet. Die Grabsteine (Mazewot) wurden in drei Reihen angelegt. Der älteste lesbare Grabstein datiert von 1841 und der jüngste Grabstein von 1935. Es sind 57 Sandsteingrabmale, mit teilweise starker Verwitterung, vorhanden.
Die Friedhofsfläche umfasst 11,20 Ar und wird von einem mit Fichten bepflanzten Nadelbaumgehölz mit einem innenliegenden Maschendrahtzaun begrenzt.